# Ронко (Комо)
Ронко је насеље у Италији у округу Комо, региону Ломбардија.
Према процени из 2011. у насељу је живело 49 становника. Насеље се налази на надморској висини од 358 м.